# Thornton le Fen
Thornton le Fen est une paroisse civile et un village du Lincolnshire, en Angleterre.